# Молодёжная улица (Салават)
Молодёжная улица — улица в старой части города Салавата. Почтовый индекс 453252

## История
Застройка улицы началась в 1951 году. Улица застроена одноэтажными домами.

## Трасса
Молодёжная улица начинается от улицы Нуриманова и заканчивается в промышленном районе.

## Транспорт
По Молодёжной улице ходят автобусы, однако маршрутки не ходят.
Движение транспорта двухстороннее.